# Merovech

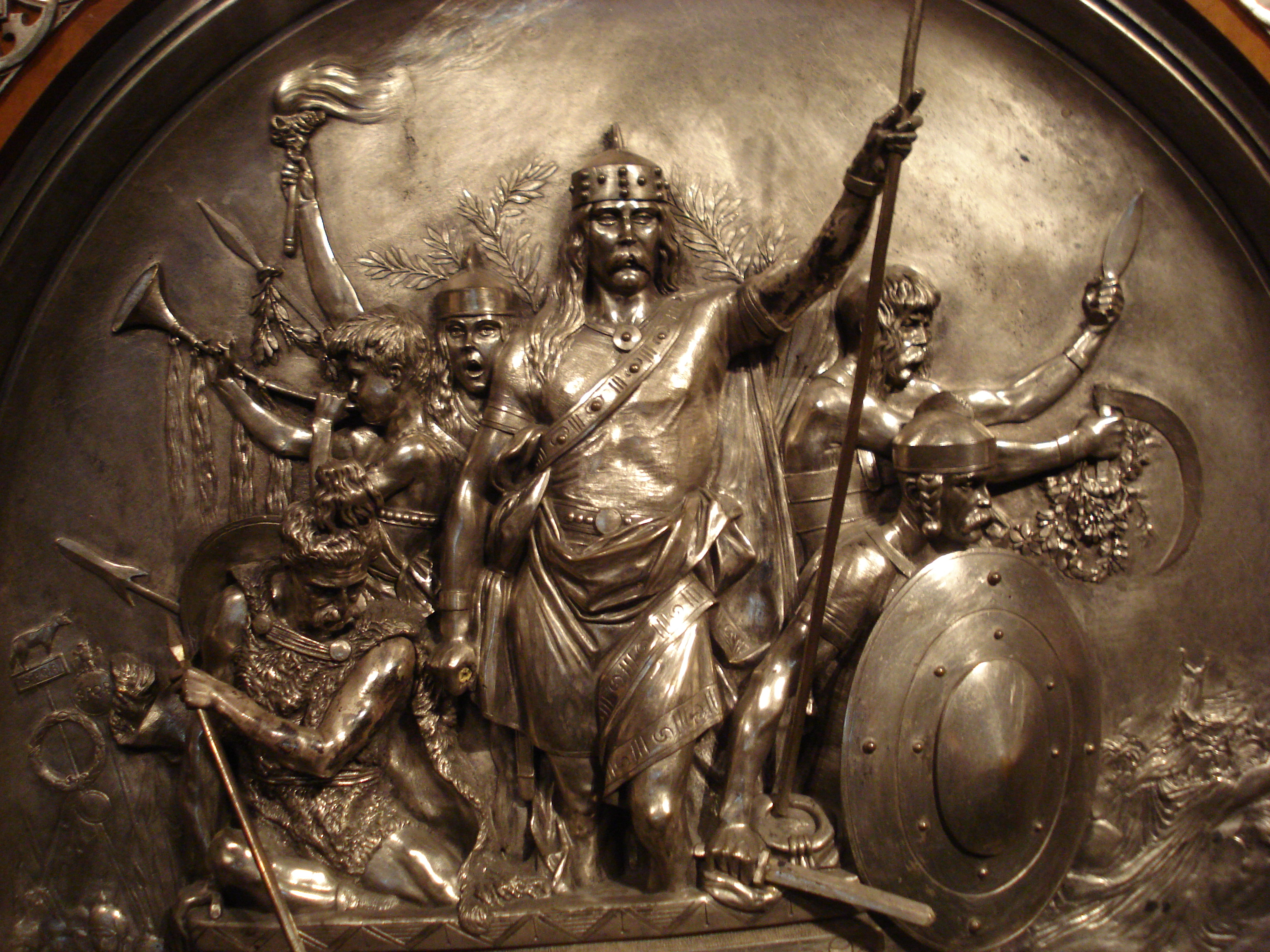
Merovech tijdens zijn veronderstelde overwinning op Attila de Hun (Emmanuel Fremiet, 1867)

Merovech (Latijn: Merovechus, of gecontracteerd Meroveus; Oudhoogduits: Mārwīg, waaruit Ndl. Marwijk) was een koning die omstreeks het midden van de 5e eeuw over de Salische Franken zou hebben geregeerd en die als de naamgever wordt beschouwd van de Merovingische dynastie, onder welke het Frankische Rijk tot bloei kwam. De naam is een samenstelling van het Oudfrankische māri ‘bericht; roem’ (waaruit Ndl. mare, maar ‘bericht’) en wīg ‘strijder’. Geen enkele historische gebeurtenis kan aan hem worden toegeschreven en het is zelfs niet zeker, hoewel waarschijnlijk, dat hij een historisch figuur is geweest. 

## Leven
De biografische gegevens over Merovech zijn uiterst schaars en beperken zich in essentie tot twee bronnen geschreven ruim na zijn dood. Gregorius van Tours vermeldde hem eind 6e eeuw in zijn relaas over de veldtocht van Chlodio naar Kamerijk en de Somme: Sommigen beweren dat uit deze sibbe koning Merovech is gekomen, wiens zoon Childerik was. Aangaande de verwantschap van Merovech met Chlodio bouwde Gregorius dus enig voorbehoud in en was hij niet specifiek, maar zijn vaderschap van Childerik presenteerde hij wel als vaststaand.
In zijn navertelling van Gregorius interpoleerde de tot fabulering neigende Fredegar rond 660 een verhaal over een mogelijke conceptie van Merovech door een zeemonster: Het wordt gezegd dat, toen Chlodio in de zomer met zijn vrouw aan de kust verbleef, zijn vrouw tegen de middag naar zee ging om te baden en een beest van Neptunus gelijkend op de Quinotaurus haar uitzocht. Terstond werd ze bezwangerd ofwel door het beest ofwel door haar man, en daarna beviel ze van een zoon genaamd Meroveus, naar wie de koningen van de Franken later Merovingen werden genoemd.
Gregorius presenteerde Merovech dus als de vader van Childerik uit het geslacht van Chlodio, en Fredegar maakte hem tot de zoon van Chlodio (of van het zeemonster). Hierop is de traditionele visie van Merovech als de koning tussen Chlodio en Childerik gebaseerd. Volgens een alternatieve hypothese is de juiste volgorde Chlodio-Chlodebaudes-Childerik, terwijl Merovech een voorouder in vrouwelijke lijn zou zijn geweest. Nog anderen zien in Chlodio een verkorte naamvorm van Chlodebaudes en accepteren dus niet dat het om twee verschillende personen ging.
Over de daden van Merovech kan alleen worden gespeculeerd. Als verwant of minstens tijdgenoot van Chlodio vocht hij mogelijk onder hem tegen de Romeinse generaal Aetius. Nadat Chlodio en Aetius een bondgenootschap hadden gesloten, streed Merovech misschien in 451 aan hun zijde tegen de Hunnen tijdens de Slag op de Catalaunische Velden (451). Als Gregorius hem terecht de vader van Childerik heeft genoemd, dan mogen we er vanuit gaan dat Merovech koning is geweest over het gebied van Belgica Secunda. Dat volgt uit de brief die Remigius van Reims in 481/482 aan Clovis richtte naar aanleiding van diens kroning, en waarin hij zei dat Clovis de leiding over de regering van Belgica Secunda had genomen zoals zijn voorouders vanouds hadden gedaan.
Op basis van het aantreden van Childerik in 457/458 wordt aangenomen dat Merovech in dat jaar is overleden.

## Legende
Er is een mythisch verhaal rond de verwekking van Merovech, de persoon waarnaar een dynastie is vernoemd. Fredegarius schrijft dat de Frankische koning Chlodio een zomers bad nam met zijn vrouw, toen zij plotseling werd aangevallen (en kennelijk verkracht) door een zeemonster.
Fredegars verhaal over de conceptie door het zeemonster is in de 19e eeuw begrepen als de expressie van een Germaanse mythe. Deze mythe zou dan de these schragen dat het Merovingische koningschap als sacraal was geconcipieerd. Een recentere visie ziet bistea Neptuni (zeebeest) als een leenvertaling van het Oudhoogduitse meer-vee, wat op zijn beurt een paroniem voor Merovech was. Met deze geleerde volksetymologie op de naamgever van de Merovingische dynastie zou Fredegar zijn minachting ervoor tot uiting hebben gebracht. Andere geleerden zien de volksetymologie eerder als positief bedoeld voor de Merovingen, omdat een beschimping er niet omheen zou hebben gedraaid door het alternatief van een legitieme afstamming open te laten. In elk geval is ook in die optiek van een mythische substantie geen sprake.
De legende vormt een van de mogelijke verklaringen voor de oorsprong van de uitspraak dat iemand van (Europese) adel "blauw bloed" zou hebben, zoals de zeewezens. 

## Naamgever Merovingen
Wellicht liet Merovech zijn naam aan het koningsgeslacht der Merovingen. Gregorius kon hun dynastie terugvoeren tot hem, maar was niet zeker hoe hij daarna met Chlodio verwant was. Nochtans waren er ook voor hem voorname Franken die het bestanddeel *mēri in hun naam droegen, en van wie niet valt uit te sluiten dat een van hen aan de basis ligt van de naam Merovingen.

## Voetnoten
1. ↑  Marlies Philippa e.a., art. ‘mare’, Etymologisch Woordenboek van het Nederlands, Amsterdam: UvA, 2003-2009.
2. ↑  Historiae, II, 9: Chlogio autem, missis exploratoribus ad urbem Camaracum, perlustrata omnia, ipse secutus, Romanus proteret, civitatem adpraehendit, in qua paucum tempus resedens usque Sumenamfluvium occupavit. De huius stirpe quidam Merovechum regem fuisse adserunt, cuius fuit filius Childericus.
3. ↑  Jozef Van Loon, Lanaken en de vroegste geschiedenis van Franken en Merovingen, in: Verslagen & Mededelingen van de Koninklijke Academie voor Nederlandse Taal en Letteren, 2016, nr. 1-2, p. 51
4. ↑  Chronicarum libri IV, III, 9: Fertur, super litore maris aestatis tempore Chlodeo cum uxore resedens, meridiae uxor ad mare labandum vadens, bistea Neptuni Quinotauri similis eam adpetisset. Cumque in continuo aut a bistea aut a viro fuisset concepta, peperit filium nomen Meroveum, per co regis Francorum post vocantur Merohingii.
5. ↑  Étienne Renard, "Le sang de Mérovée. 'Préhistoire' de la dynastie et du royaume mérovingiens", in: Revue belge de philologie et d'histoire, 2014, p. 1033-1034. DOI:10.3406/rbph.2014.8602
6. ↑  Jozef Van Loon, Lanaken en de vroegste geschiedenis van Franken en Merovingen, in: Verslagen & Mededelingen van de Koninklijke Academie voor Nederlandse Taal en Letteren, 2016, nr. 1-2, p. 56
7. ↑  Alain Dierkens en Patrick Périn, The 5th-century advance of the Franks in Belgica II: history and archaeology, in: Essays on the Early Franks, eds. E. Taayke e.a., 2003, p. 170-171. Gearchiveerd op 20 september 2024.
8. ↑  Pseudo-Fredegar, Hist. III, 9. (in: M.G.H. SS. R. M. t.II, Hannover 1888)
9. ↑  Jozef Van Loon, Lanaken en de vroegste geschiedenis van Franken en Merovingen, in: Verslagen & Mededelingen van de Koninklijke Academie voor Nederlandse Taal en Letteren, 2016, nr. 1-2, p. 54
10. ↑  Alexander Callander Murray, Post vocantur Merohingii: Fredegar, Merovech, and 'Sacral Kingship', in: id., After Rome's Fall. Narrators and Sources of Early Medieval History, 1998, p. 148. Gearchiveerd op 1 maart 2023.
11. ↑  Bijvoorbeeld Merogaisus (306), Merobaudes (377-383) en Merobaudes (ca. 435), of als tweede bestanddeel Theudemer, Marcomeres en Richimer uit de 4e eeuw.